# Nandidae
Nandidae é uma família de peixes da subordem Percoidei, superfamília Percoidea.

## Lista de géneros
Segundo ITIS:
- género Badis Bleeker, 1854  (colocado por FishBase em Badidae)
- género Dario Kullander et Britz, 2002  (colocado por FishBase em Badidae)
- género Nandus Valenciennes in Cuvier et Valenciennes, 1831
- género Pristolepis Jerdon, 1849

Segundo FishBase:
- género Afronandus (colocado por ITIS em Polycentridae)
- género Nandus
- género Polycentropsis (colocado por ITIS em Polycentridae)
- género Pristolepis